# Соломенное (Ивановский сельсовет, Волчанский район)
Соломенное (укр. Солом'яне) — село в Ивановском сельсовете Волчанского района Харьковской области Украины. Ликвидировано в 1991 году.

## Географическое положение
Село Соломенное находится на левом берегу реки Плотва, выше по течению примыкает к селу Захаровка, ниже по течению на расстоянии в 1 км — село Соломенное Охримовского сельсовета (нежилое) и село Неждановка (нежилое).

## История
Село снято с учёта в связи с переселением жителей.